# El Correo de la UNESCO
El Correo de la UNESCO es el periódico oficial de divulgación cultural de la UNESCO.

## Historia
La primera edición fue publicada en 1948. De todos los periódicos publicados por las Naciones Unidas y sus institutos especializados, El Correo de la UNESCO siempre ha ocupado el primer lugar por el número de sus lectores y por la gama de su audiencia, conforme citado en 1988, periodista estadounidense Sandy Koffler, fundador y primer editor jefe del Correo.
La revista ha cambiado bastante a lo largo de los años, tanto en contenido como en su forma. Pero ella mantiene su misión original de promover los ideales de la UNESCO, mantener una plataforma para el diálogo entre las culturas y proveer un foro para el debate internacional

## En línea
Disponible en línea desde marzo de 2006, El Correo de la UNESCO ofrece acceso gratuito a sus lectores esparcidos por todo el mundo. La revista también se encuentra en formato PDF en los seis idiomas oficiales de la Organización (árabe, chino, Inglés, Francés, Ruso y Español), y también en portugués y esperanto. Un número limitado de copias impresas también se produce en las lenguas oficiales y en esperanto desde la Asociación Universal de Esperanto.
- El Correo de la UNESCO – en español
- El Correo de la UNESCO – en portugués
- El Correo de la UNESCO – en inglés
- El Correo de la UNESCO – en francés
- El Correo de la UNESCO – en arabe
- El Correo de la UNESCO – en chino
- El Correo de la UNESCO – en ruso
- El Correo de la UNESCO – en esperanto

## Editores jefes
El actual director es Matthieu Guével y la redactora jefe Agnès Bardon.
Anteriores directores:
- Jasmina Sopova desde abril de 2007
- Enzo Fazzino 2006
- Vincent Defourny 2005
- Michel Barton 2002 - 2004
- J. Burnet 2000 - 2001
- John Kohut 1999 - 2000
- Sophie Bessis 1998
- Bahgat El Nadi et Adel Rifaat 1988 - 1998
- Édouard Glissant 1982-1988
- Jean Gaudin 1979 - 1982
- René Calloz 1977 - 1978
- Sandy Koffler 1951 - 1977
- Peter du Berg 1950
- Sandy Koffler 1948 - 1950